# Саркіс
Са́ркіс — національний герой в міфології Вірменії, який після того, як вірмени в 301 році прийняли християнство, став ототожнюватися з християнським святим і носив те ж ім'я.

## Біографія
Саркіс народився в провінції Гамерек. Велика частина пов'язаних з Саркісом сюжетів і мотивів мають ще дохристиянське походження. У них Саркіс шанувався як повелитель вітру, бурі, зооморфних духів туману, господар вовків тощо. Щоб убезпечитися від усіх цих напастей стародавні вірмени підносили хвалу Св. Саркісу і просили у нього захисту.
Згідно з вірменськими міфами, Саркіс — високий, стрункий чоловік приємної зовнішності, вершник на бойовому білому коні. Саркіс здатний здіймати вітер, бурю, заметіль і звертати їх проти своїх ворогів. Тих, хто його не шанує, Саркіс може задушити, тим же, хто йому молиться нерідко надає неоціненну допомогу (наприклад, захищає від нападу вовків). З їжі віддає перевагу борошняним виробам.
Згідно з вірменськими повір'ями в останню ніч Передового посту (в лютому) Саркіс зі своєю коханою відвідує будинки всіх вірмен. Для нього виставляють на дахах будинків або за дверима печиво із смаженої пшениці (похіндз) або кашу з неї. Виявити вранці на борошні або каші слід копита коня Саркіса вважається дуже добрим знаком. Саркіс, збираючи дари і частування, одночасно навіває дівчатам і юнакам віщі сни, в яких показує їм майбутніх наречених.
Святий Саркіс завжди сприяє тим людям, хто закоханий і які підносять до нього молитви про допомогу. Тому Саркіса нерідко називають той, хто «здійснює заповітну мрію».

## Ресурси Інтернета
- Наприкінці січня у Вірменії будуть відзначати день закоханих[недоступне посилання з травня 2019]
- День святого Саркиса — покровителя закоханих у Вірменії